# Carpelimus gracilis
Carpelimus gracilis är en skalbaggsart som beskrevs av Mannerheim 1830. Carpelimus gracilis ingår i släktet Carpelimus och familjen kortvingar. Arten är reproducerande i Sverige. Inga underarter finns listade i Catalogue of Life.